# WIS
WIS är ett webbaserat informationssystem som ägs och drivs av Myndigheten för samhällsskydd och beredskap. Systemet används för samordning av krisinformation mellan myndigheter och andra aktörer.

## Historik
Dåvarande Krisberedskapsmyndigheten fick ett regeringsuppdrag 2004 (Fö2003/247/CIV) att ta fram ett system för samordnad krisinformation. Arbetet med att ta fram systemet pågick under 2004-2005, och systemet är idag i skarp drift. Första kris som systemet användes i var utbrottet av fågelinfluensa under våren 2006. Vid myndighetsombildningen 1 januari 2009 övergick systemägarskapet till Myndigheten för samhällsskydd och beredskap (MSB). MSB sjösatte under våren 2013 en helt ny version av WIS.

## Syfte med WIS
Syftet med WIS är att aktörerna i krishanteringssystemet på ett säkert, enkelt och effektivt sätt skall kunna dela med sig, och ta del av, relevant information.

## Systemet
WIS är ett system av nyhetssamlingar där de olika aktörerna (myndigheter, kommuner, landsting samt vissa privata aktörer) skapar "dagböcker". Dessa dagböcker fylls med anteckningar som aktörens "redaktörer" skriver. Varje dagbok som aktören skapar riktas till en målgrupp. De olika målgrupperna för dagböckerna är:
- internt för aktören själv
- utdelad till en eller flera andra aktörer

Man kan även hämta in information från andra aktörers dagböcker och visa dessa dagboksnotiser i den egna dagboken.

### Begränsningar gällande integration
WIS är i dagsläget inte möjligt att integrera med andra webbpubliceringsverktyg, som till exempel EPiServer.

### Begränsningar gällande sekretess
WIS är inte avsett att hantera skyddsvärda eller sekretessbelagda uppgifter.